# قبضة حديدية (تدبير مضاد)

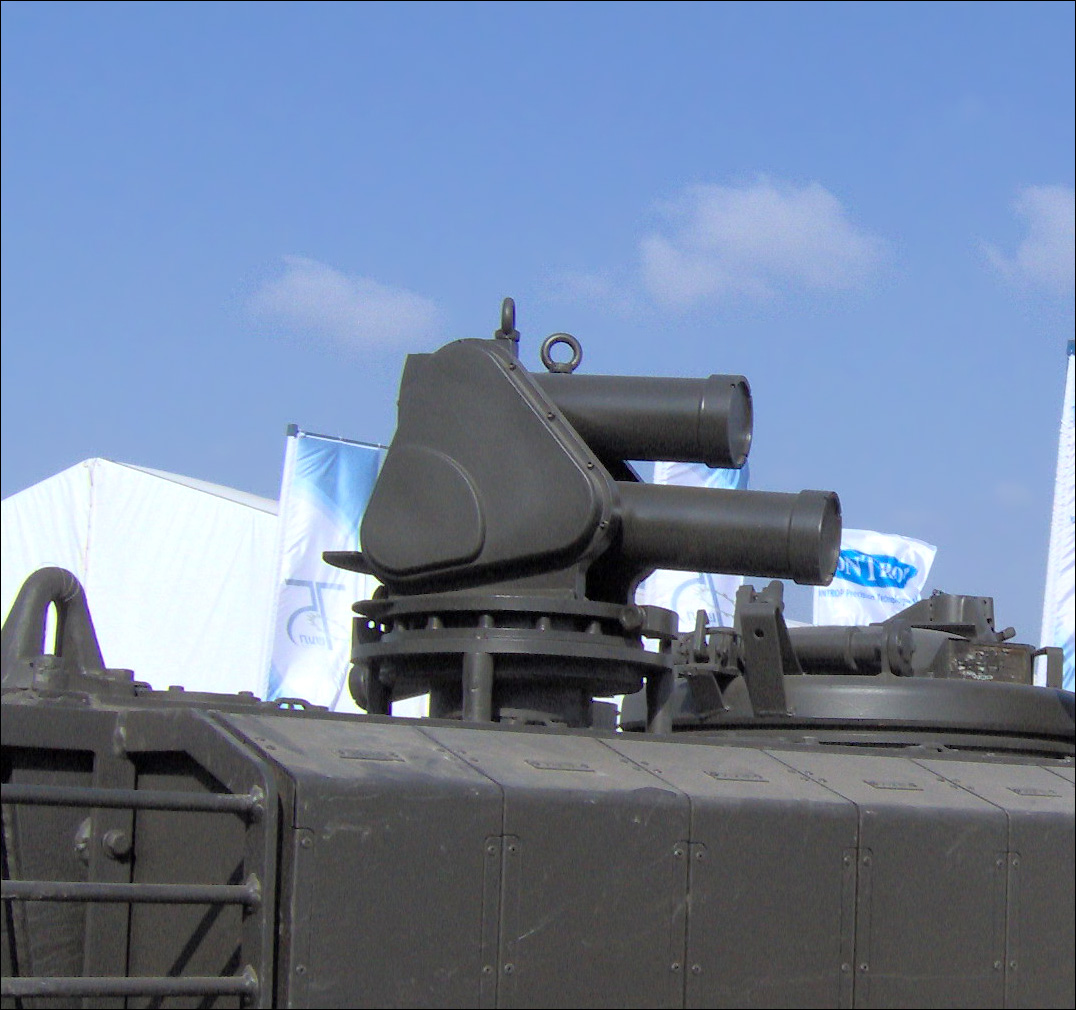
القبضة الحديدية

القبضة الحديدية (بالعبرية: חץ דורבן‏) هو نظام إطلاق قذائف تطبق عصف كرويا مجزي خال من الشظايا يمكن أن يقطع الصواريخ الموجهة المضادة للدروع أو القذائف الصاروخية الدفع، أو يميل القذائف الخارقة للدروع المستقرة بزعانف نابذة القبقاب إلى النقطة التي لن تعد تمثل فيها تهديدا. ووفقا لما قاله المدير التنفيذي لـ الصناعات العسكرية الإسرائيلية
تستخدم هذه المنظومة نظام حماية نشط (APS) صممته شركة الصناعات العسكرية الإسرائيلية (IMI)، صممت المنظومة على شكل وحدات أفضل في الإدماج بحيث يمكن تركيبها بسهولة أكبر على مجموعة من المنصات التي تتراوح من مركبات خفيفة إلى مركبات قتال مدرعة ثقيلة. كشفت الصناعات العسكرية الإسرائيلية عن هذا المفهوم في عام 2006 وكان من المتوقع أن تدخل اختبارات الجيش الإسرائيلي بحلول منتصف عام 2007. تم اختبار النظام بنجاح ضد مجموعة واسعة من التهديدات بما في ذلك القنابل الصاروخية والقذائف الموجهة المضادة للدبابات وذخائر HEAT التي تطلقها الدبابات واختراقات الطاقة الحركية.
مدى حماية كاملة من شأنه أن يصد أي نوع من التهديدات المضادة للدبابات الحالية، ولكن مع الحاجة لذخائر أكبر من الذخائر الحالية والتي تملك مشكل اخر وهو إعادة التحميل الالي الغير متاحة حاليا.
يستشعر النظام التهديدات عبر مجموعة رادارت نشطة ضوئيًا ز مستشعر الرادار الذي طورته شركة RADA Electronic Industries وجهاز الكشف السلبي بالأشعة تحت الحمراء الاختياري الذي طورته شركة إلزرا. ويعمل عندما يكون التهديد وشيكًا، يقوم النظام بإطلاق قذيفة متفجرة تجاهه. تنفجر القذيفة بالقرب من التهديد، فيدمره أو يحرفه ويزعزع استقراره عن طريق تفجير رأسه الحربي.
تمت الموافقة على اقتناء النظام في يونيو 2009. كان من المقرر تثبيت النظام على عدة وحدات من ناقلة جنود مدرعة نامير.
في نوفمبر 2010، أعلنت وزارة الدفاع الإسرائيلية عن نهاية تمويل تطوير النظام. 
في مايو 2011، اعترض النظام أجهزة اختراق الطاقة الحركية وصواريخ ميتيس المضادة للدبابات أثناء اختباره في الولايات المتحدة 
في أوائل عام 2013، اختبرت وزارة الدفاع كلا من نظام القبضة الحديدة المقدم من شركة الصناعات العسكرية الإسرائيلية ونظام تروفي من شركة أنظمة رافائيل الدفاعية المتقدمة في مسابقة لاختيار نظام حماية نشط من الجيل الثاني لمركبات الجيش الإسرائيلي. كان كلا النظامين في جيلهما الأول في ذلك الوقت. تم تمويل كلا النظامين بشكل متزامن حتى عام 2010، عندما تم تعليق مشاركة الوزارة في تمويل القبضة الحديدية وبدأت عملية أستحواذ محدودة لنظام تروفي. في عام 2012، حاولت الوزارة الجمع بين النظامين في نظام واحد، باستخدام نظام الأعتراض الخاص بالقبضة الحديدية ونظام الرادار الخاص ونظام سي3 الخاص بتروفي. نظرًا لأن رافائيل ستعمل كمقاول رئيسي بدلاً من أن تكون الشركتان شريكتين متساويتين، فقد رفضت الصناعات العسكرية الإسرائيلية التعاون. بعد محاكمات جرت في 2013، سيتم الانتهاء من إكمال نظام الحماية النشط من الجيل الثاني في غضون بضع سنوات. تحاول الصناعات العسكرية الإسرائيلية أيضًا تسويق «القبضة الحديدية» دوليًا.
في ديسمبر 2014، تم الكشف عن أن أنظمة رافائيل الدفاعية المتقدمة وشركة صناعات الفضاء الإسرائيلية والصناعات العسكرية الإسرائيلية قد وافقو بشكل مشترك على تطوير نظام دفاع نشط من الجيل التالي للمركبات. سوف تقوم الصناعات العسكرية الإسرائيلية بتوفير نظام الاعتراض الخاص بال القبضة الحديدية، وستوفر الصناعات الجوفضائية الإسرائيلية الرادار، في حين أن رافييل ستقوم بأعمال الدمج والتطوير. نما الاهتمام بمركبة مزودة بنظام نظام حماية نشط بشكل ملحوظ بعد أداء التروفي الناجح خلال الحرب على غزة في منتصف عام 2014، حيث اعترضت الدبابات المزودة بالنظام عشرات من والقذائف الصاروخية الدفع أر جي بي، ولم تتعرض لأي إصابات أو إنذارات خاطئة. دفعت وزارة الدفاع الشركات للعمل معا والجمع بين أنظمتها.
في يونيو 2016، اختار الجيش الأمريكي اختبار تكوين نظام القبضة الحديدية الخفيف لحماية مركباته المدرعة الخفيفة والمتوسطة كجزء من برنامج نظام الحماية النشط (MAPS). تم اتخاذ قرار اختبار النظام بشكل أساسي بسبب الوزن الخفيف للنظام.  في ديسمبر 2018، كشف الجيش أنه سيتم تركيبه على مركبة أم2 برادلي في لواء مدرع واحد باعتباره نظام حماية نشط على المدى القريب؛ يتكون اللواء المدرع من أكثر من 138 مركبة برادلي. حتى هذه اللحظة، لم ينشر الجيش الأمريكي قرارًا رسميًا بالشراء بعد هذه الاختبارات.
في ديسمبر 2016، استلمت شركة بي إيه إي سيستمز عقدًا من هولندا لاختبارالنظام على مركباتهم القتالية CV9035. لم يتم اتخاذ قرار بالشراء حتى يومنا هذا. 
في مايو 2019، تم الإعلان عن أن الجيش الأمريكي ووزارة الدفاع البريطانية يخططان لاختبار نظام الحماية النشط للقبضة الحديدية (IF-LD).
في أغسطس 2019، فازت شركة أنظمة إلبيط بعقد من وزارة الدفاع الإسرائيلية لتثبيت نظام الحماية الفعالة القبضة الحديدية على جرافات الجيش الإسرائيلي الجديدة Eitan APC وجرافات كاتربيلر دي-9 المدرعة التابعة لالجيش الإسرائيلي. 

## روابط خارجية
- Israel Military Industries Ltd: نظام الحماية النشطة، القبضة الحديدية
- أرمادا، العدد 4/2007، آب / أغسطس - أيلول / سبتمبر: نظام لا نظير له للحماية النشطة (APS) ضد أوسع نطاق من التهديدات
- "Iron Fist Active Protection Ssystem (sic) (APS)". Defense Update. يناير 2006. مؤرشف من الأصل في 2018-01-26. اطلع عليه بتاريخ 2014-08-10.